# Анисимова
Ани́симова (рос. Анисимова) — присілок у складі Махньовського міського округу Свердловської області.
Населення — 51 особа (2010, 72 у 2002).
Національний склад населення станом на 2002 рік: росіяни — 90 %.